# Giovanni Battista Amici

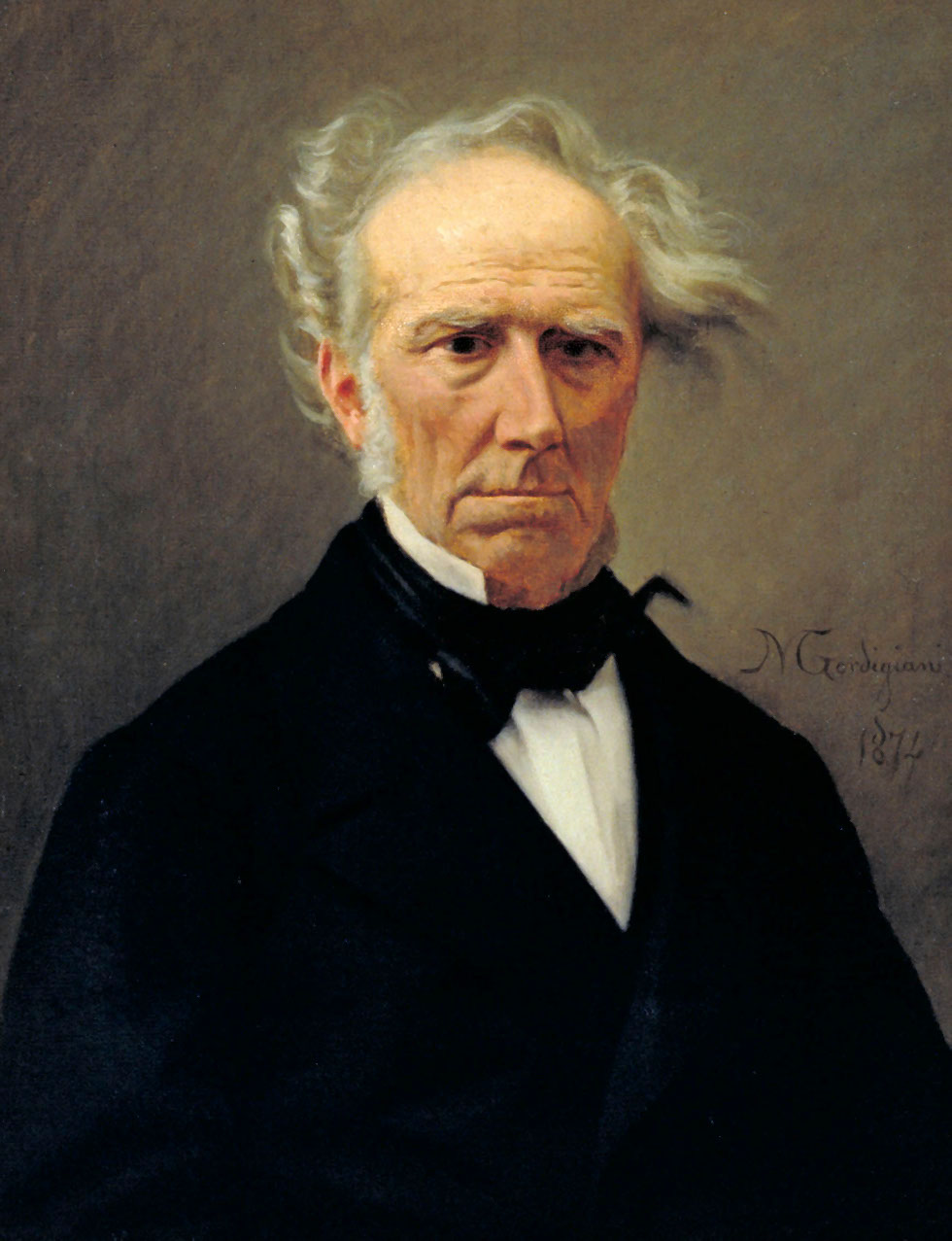
Giovanni Battista Amici.

Giovanni Battista Amici (Modena, 25 maart 1786 – Florence, 10 april 1863) was een Italiaans astronoom.

## Biografie
Na zijn studies in Bologna werd hij professor wiskunde in Modena en later directeur van het observatorium te Florence.
Hij deed observaties van dubbelsterren, manen van Jupiter en metingen van de zon. Hij ontwikkelde de dipleidoscoop, de dubbele Amici prisma en bedacht enkele verbeteringen aan spiegeltelescoop en ook de microscoop.
Daarnaast had hij ook interesse in biologie en bestudeerde sapstromen bij planten.

## Eerbetoon
- Hij werd opgenomen in de Orde van Sint-Jozef.
- De krater Amici op de maan is naar hem genoemd.

## Bron
- "Dictionary of Scientific Biography", door Ronchi Vasco (uitgeverij Charles Scribner's Sons, New York, 1970, ISBN = 0684101149) pagina 135-137